# Misa del Papa Marcelo

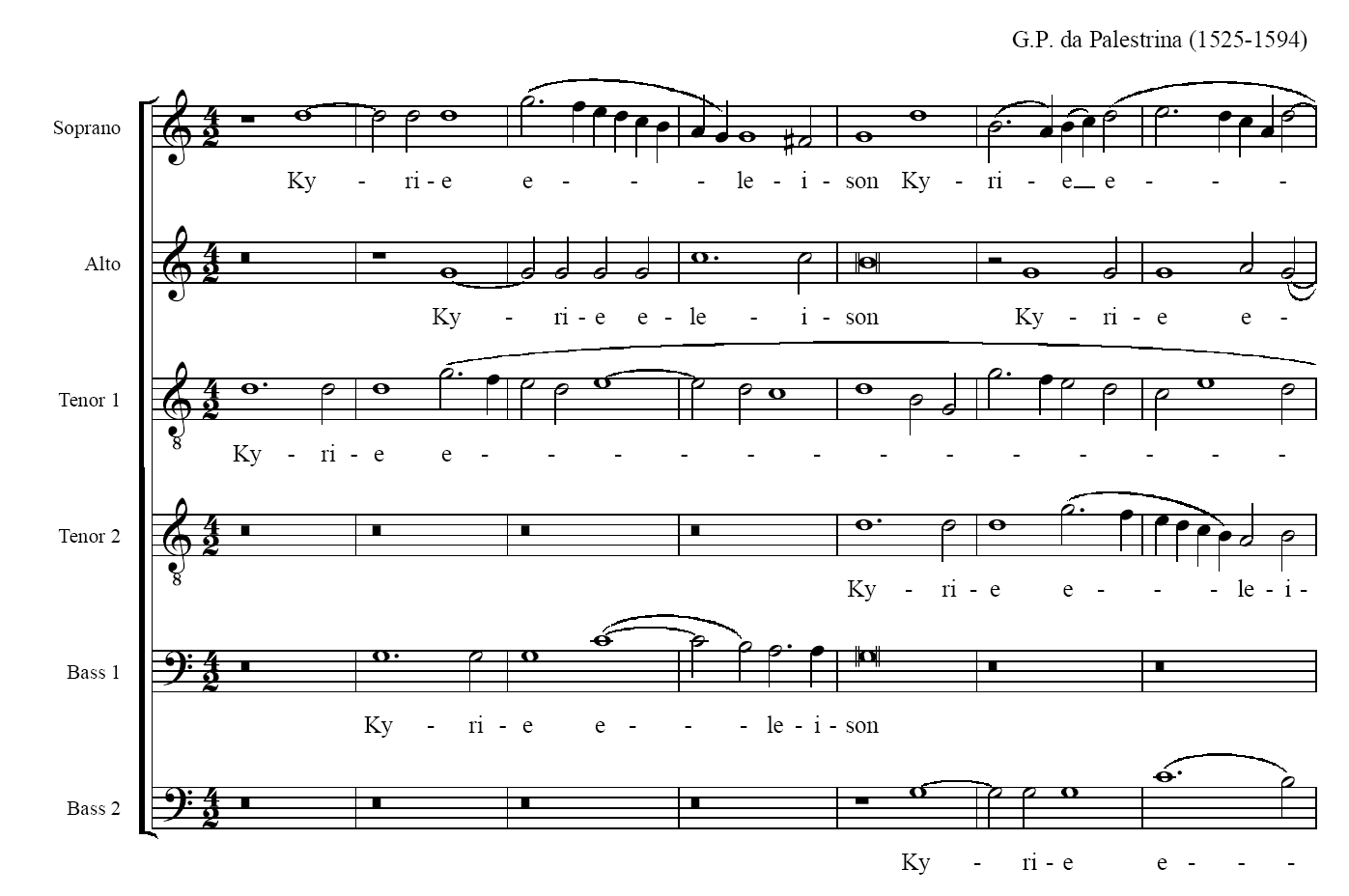
Partitura del Kyrie de la Missa Papae Marcelli

La Misa del Papa Marcelo (en latín: Missa Papae Marcelli) es una misa de Giovanni Pierluigi da Palestrina. Es su obra más conocida y la más a menudo interpretada, y es frecuentemente enseñada en cursos universitarios.[cita requerida] Fue cantada en la liturgia de las coronaciones papales hasta 1963.

## Estilo
La Missa Papae Marcelli consiste, como la mayoría de las misas del Renacimiento, de Kyrie, Gloria, Credo, Sanctus/Benedictus, y Agnus Dei, aunque la tercera parte del Agnus Dei es un movimiento separado (designado "Agnus II").

La misa es original y no se basa en ningún cantus firmus o parodia. Quizás debido a esto, la misa no es tan temáticamente compatible como las misas de Palestrina basadas en modelos. Es fundamentalmente una misa de seis voces, pero las combinaciones de voz varían durante la pieza.
Al igual que en muchas obras contrapuntísticas de Palestrina, las voces se mueven principalmente en un movimiento paso a paso, y la voz principal sigue estrictamente las reglas de los modos diatónicos codificadas por el teórico Gioseffo Zarlino.

## Historia

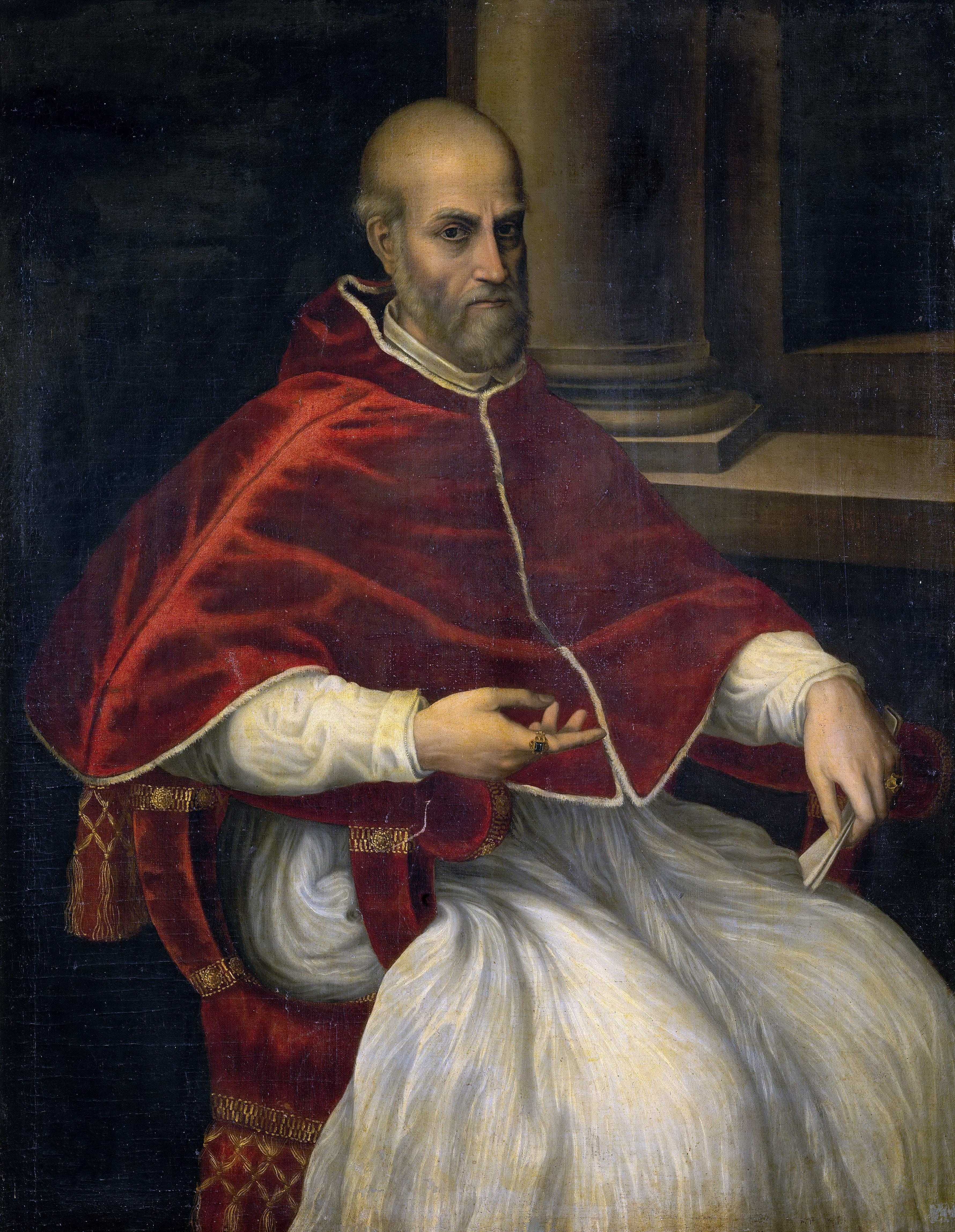
Retrato del papa Marcelo II, en cuyo honor se compuso la Missa Papae Marcelli

La misa fue compuesta en honor del papa Marcelo II, quién reinó tres semanas en 1555. Los eruditos actuales sugieren que la fecha más probable de composición es 1562, cuando fue copiada a un manuscrito en la Basílica de Santa María la Mayor en Roma.
Las sesiones tercera y de clausura del Concilio de Trento sucedieron en 1562–63, en las cuales se discutió el uso de la música polifónica en la Iglesia católica. El interés residía en dos cuestiones: primero, el uso de música inaceptable, como las canciones profanas adaptadas con letras religiosas (contrafacta) o las misas basadas en canciones con letras sobre beber y galanteos; y segundo, si la imitación en música polifónica oscurecía las palabras de la misa, interfiriendo con la devoción del oyente. Se debatió si la polifonía debería ser prohibida en el culto, y algunas de las publicaciones auxiliares por asistentes del concilio advierten sobre  estos problemas. Aun así, ninguna de las proclamaciones oficiales del Concilio menciona la música polifónica, exceptuando un mandato contra el uso de música que era, en las palabras del Concilio, "lasciva o impura".
A finales del siglo XVI, circuló una leyenda sobre el segundo de estos puntos, la amenaza de que la polifonía podría haber sido prohibida por el Concilio debido a la ininteligibilidad de la letra de las canciones, estaba detrás la composición de esta misa de Palestrina. Se creía que el estilo sencillo y declamatorio de la Missa Papae Marcelli convenció al cardenal Carlo Borromeo que aquella polifonía podía ser inteligible, y que música como la de Palestrina era demasiado bella para prohibirla en la Iglesia. En 1607, el compositor Agostino Agazzari escribió:

Los músicos jesuitas del siglo XVII mantuvieron este rumor, y se abrió camino a su manera en los libros de historia de la música del siglo XIX, cuándo el historiador Giuseppe Baini, en su biografía de Palestrina de 1828, le aclamó como el "salvador de polifonía" de un concilio que deseaba aniquilar enteramente

Una anotación en los diarios de capilla papales confirma que una reunión como la descrita por Baini ocurrió, pero no menciona si la Missa Papae Marcelli fue interpretada allí o cual fue la reacción de la audiencia. Esta leyenda persistió durante el siglo XX. La ópera de Hans Pfitzner titulada Palestrina está basada en este malentendido de las deliberaciones del Concilio Tridentino.